# Mandy Takhar
Mandy Takhar (née le 1er mai 1987) est une actrice britannique, qui apparaît principalement dans les films en langue pendjabi,.

## Enfance et éducation
Mandy Takhar est née et a grandi dans la ville de Wolverhampton au Royaume-Uni. Ses racines remontent à Maliana, un petit village près de Phagwara au Pendjab. Elle a déménagé à Londres de sa maison familiale quand elle avait 17 ans, pour étudier le théâtre à l'université Kingston, puis a quitté le Royaume-Uni en 2009 pour travailler en tant qu'actrice dans l'industrie cinématographique indienne,.

## Carrière
Mandy a déménagé à Bombay et a décroché le rôle en face du célèbre chanteur punjabi Babbu Mann (en) dans le film de 2010, Ekam - Son of Soil (en). Elle a joué le rôle principal en face de la superstar Gippy Grewal (en) dans le film Mirza - The Untold Story (en). Elle a joué Sahiba dans cette adaptation moderne de l'histoire d'amour de Mirza-Sahiba. Sa représentation de Sahiba lui a valu une nomination pour la meilleure actrice aux PTC Punjabi Film Awards (en). En 2013, elle a joué dans Tu Mera 22 Main Tera 22 (en), une comédie aux côtés d'Amrinder Gill (en) et Honey Singh (en). Elle a joué le rôle d'un enseignant qui lui a valu le prix de "l'icône de la jeunesse la plus en vue et la plus populaire de 2012-2013" au 6ème Festival du film et de la musique punjabi. Elle a fait ses débuts dans le cinéma tamoul avec Biriyani (en) de Venkat Prabhu (en) avec Karthi (en). Elle a remporté le prix de la meilleure actrice dans un second rôle aux PTC Punjabi Film Awards (en). Au début de 2017, elle est apparue dans le film punjabi Rabb Da Radio (en),.

## Filmographie
| Année | Film                     | Rôle          | Langue   | Notes                                        |
| ----- | ------------------------ | ------------- | -------- | -------------------------------------------- |
| 2010  | Ekam – Son of Soil       | Navneet       | Pendjabi | avec Babbu Maan                              |
| 2012  | Mirza – The Untold Story | Sahiba        | Pendjabi | avec Gippy Grewal & Honey Singh              |
| 2012  | Bumboo                   | Pinky         | Hindi    | Amy Virk                                     |
| 2012  | Saadi Wakhri Hai Shaan   | Jot           | Pendjabi |                                              |
| 2013  | Tu Mera 22 Main Tera 22  | Simmy         | Pendjabi | avec Amrinder Gill & Honey Singh             |
| 2013  | Ishq Garaari             | Miss Sweety   | Pendjabi | avec Sharry Maan                             |
| 2013  | Biriyani                 | Maya          | Tamil    |                                              |
| 2015  | Sardaarji                | Jasmine       | Pendjabi | réalisé par Rohit Jugraj avec Diljit Dosanjh |
| 2015  | Munde Kamaal De          | Sonia         | Pendjabi | réalisé par Amit Prasher avec Amrinder Gill  |
| 2016  | Ardaas                   | Binder        | Pendjabi | réalisé par Gippy Grewal                     |
| 2016  | Sardaar Ji 2             | Guest star    | Pendjabi |                                              |
| 2016  | Kadavul Irukaan Kumaru   | Audi Car Lady | Tamil    |                                              |
| 2017  | Rabb Da Radio            | Naseeb Kaur   | Pendjabi | avec Tarsem Jassar                           |
| 2018  | Khido Khundi             | Laali         | Pendjabi |                                              |
| 2019  | Lukan Michi              | TBA           | Pendjabi | avec Preet Harpal                            |
| 2019  | Band Vaaje               | Billo         | Pendjabi | avec Binnu Dhillon                           |
| 2019  | Saak                     | Chann Kaur    | Pendjabi | avec Jobanpreet Singh                        |
| 2019  | Yes I am Student         | TBA           | Pendjabi | avec Sidhu Moosewala                         |

## Récompenses et nominations
| Année   | Prix                               | Catégorie                                                          | Film                     | Résultat |
| ------- | ---------------------------------- | ------------------------------------------------------------------ | ------------------------ | -------- |
| 2016    | PTC Punjabi Film Awards            | Meilleure actrice dans un second                                   | Sardaar Ji\|Sardaarji    | Gagné    |
| 2012-13 | 6e Punjabi Film and Music Festival | Prix de l'icône de la jeunesse la plus en vue et la plus populaire | --                       | Gagné    |
| 2013    | PTC Punjabi Film Awards            | Meilleure Actrice                                                  | Mirza – The Untold Story | Gagné    |